# Dorota Mistygacz
Dorota Mistygacz (ur. 16 listopada 1992 w Lesznie) – polska koszykarka, występująca na pozycjach rzucającej oraz niskiej skrzydłowej. 
Jej starsza siostra Marta jest także zawodową koszykarką. Występowały wspólnie w barwach MUKS Poznań oraz Pszczółek Polski-Cukier AZS-UMCS Lublin. W 2011 zdobyły brązowy medal podczas mistrzostw Europy do lat 20.
30 maja 2017 przedłużyła umowę z Pszczółką Polski-Cukier AZS-UMCS Lublin.

## Osiągnięcia
Stan na 2 października 2019, na podstawie, o ile nie zaznaczono inaczej.
Drużynowe
- Mistrzyni:
  - Polski (2013)
  - Polski juniorek starszych (2011)
- Brązowa medalistka mistrzostw Polski (2016)
- Zdobywczyni pucharu Polski (2013)
- Finalistka pucharu Polski (2016)
- Uczestniczka rozgrywek Euroligi (2012/13)
- Awans do PLKK ze Ślęzą Wrocław (2014)

Indywidualne
- Zaliczona I składu mistrzostw Polski U–20 (2011)

Reprezentacja
- Brązowa medalistka mistrzostw Europy U–20 (2011)
- Uczestniczka mistrzostw Europy:
  - U–16 (2008)
  - U–20 (2011, 2012 – 10. miejsce)
- Zaliczona do III składu mistrzostw Europy U–20 (2012 przez eurobasket.com)[4]
- Liderka mistrzostw Europy U–20 w:
  - przechwytach (2012)[4]
  - blokach (2012)[4]